# مطار غيونغهاي بواو
مطار غيونغهاي بواو (بالصينية: 琼海博鳌机场)(إياتا: BAR، إيكاو: ZJQH) مطار عام يقع بمدينة كيونغهاي في هاينان في الصين. يبلغ طول المدرج 2600 م. حصل المطار على موافقة من الحكومة الوطنية في يناير 2013، وافتتح في 17 مارس 2016 بعد ثلاث سنوات من البناء.

## شركات الطيران والوجهات
| شركـات طيـران             | الوجهات |
| ------------------------- | --- |
| 9 Air                     | مطار قوانغتشو باييون الدولي |
| طيران الصين               | مطار تشنغدو تيانفو الدولي، مطار تيانجين الدولي |
| خطوط شرق الصين الجوية     | مطار بكين داشينغ الدولي، مطار هانغتشو شياوشان الدولي، مطار حيفي شينكياو الدولي، مطار جينان الدولي، مطار لانتشو تشونغ تشوان، مطار شنيانغ الدولي، مطار تاييوان وسو الدولي، مطار يشان |
| خطوط جنوب الصين الجوية    | مطار شيان شيانيانغ الدولي |
| Colorful Guizhou Airlines | مطار فوتشنغ بيهاي، مطار قوييانغ لونغدونغابو الدولي |
| خطوط هاينان الجوية        | مطار بكين العاصمة الدولي، مطار تشنغدو شوانغليو الدولي، مطار قوانغتشو باييون الدولي، مطار شينزين باوان الدولي، مطار ونزهو يونجقيانج الدولي                                          |
| Hebei Airlines            | مطار شنيانغ الدولي |
| طيران لونج                | مطار هانغتشو شياوشان الدولي |
| خطوط شانغهاي الجوية       | مطار شانغهاي هونغكياو الدولي، مطار شانغهاي بودنغ الدولي، مطار تاييوان وسو الدولي، مطار ونزهو يونجقيانج الدولي                                                                      |
| خطوط شينزين الجوية        | مطار شنيانغ الدولي |
| خطوط سيتشوان الجوية       | مطار تشنغدو تيانفو الدولي |
| سبرينغ (شركة طيران)       | مطار داليان الدولي، مطار جييانغ شاوشان، مطار جينجيانغ تشيوانتشو |
| أورومتشي للطيران          | مطار كاراماي، مطار لانتشو تشونغ تشوان، مطار أورومتشي الدولي، Yan'an، مطار تشنغتشو الدولي                                                                                           |

## وصلات خارجية
- http://www.flightstats.com/go/Airport/airportDetails.do?airportCode=